# Nypa fruticans
Espèce
Statut de conservation UICN

 LC  : Préoccupation mineure
Nypa fruticans Wurmb, 1779 est une espèce de plantes à fleurs de la famille des Arecaceae (les palmiers). Ce palmier peut former de véritables mangroves dans le sud de l'Asie.
Il est appelé « palmier d’eau » en français.
L’espèce Nypa fruticans est l'unique représentant actuel du genre Nypa et de la sous-famille des Nypoideae. Il existe aussi des espèces fossiles.

## Fossiles
On a trouvé des traces fossiles du palmier Nypa, en particulier des pollens, datées de 70 millions d'années. En Grande-Bretagne, dans le gisement fossilifère de "London Clay", on a aussi découvert des fragments fossiles de fruits de Nypa datés de 50 millions d'années.

## Description

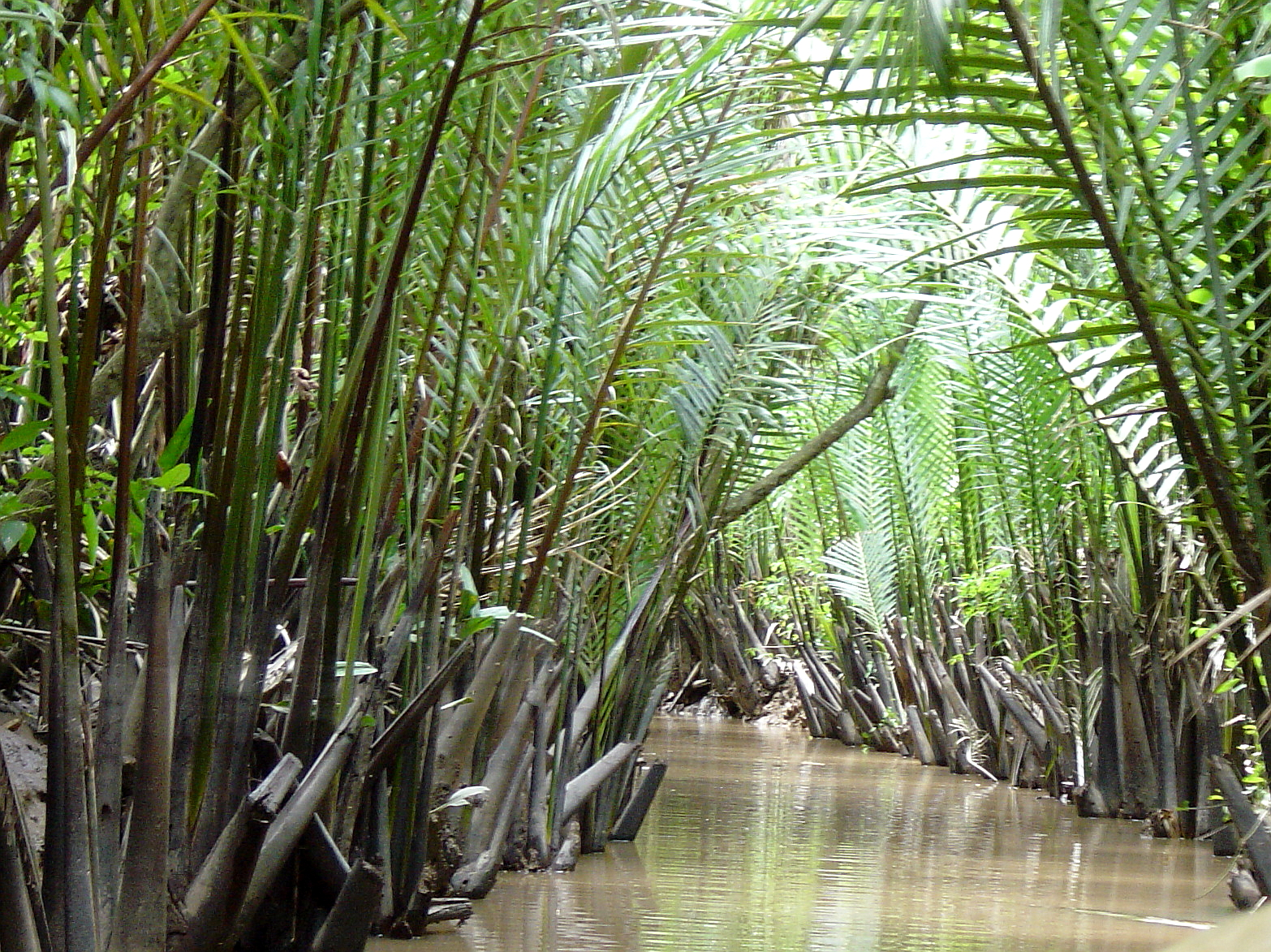
Nypa fruticans au Vietnam, delta du Mékong.

Nypa fruticans est un palmier à tige prostrée (souterraine et même immergée) qui se divise, se ramifiant de manière dichotomique et sans gaine foliaire. Il pousse dans la vase ou la boue des bords de rivière ou dans les mangroves. Ils ont des feuilles érigées, pennées redupliquées, inermes. Il est monoïque (les deux sexes chez le même individu), polycarpique (il y a de multiples floraisons dans sa vie); les inflorescences sont érigées, avec une tête apicale avec des fleurs femelles, et de nombreuses ramifications latérales courtes pour les rameaux florifères des fleurs mâles, les fleurs des deux sexes sont très différentes.

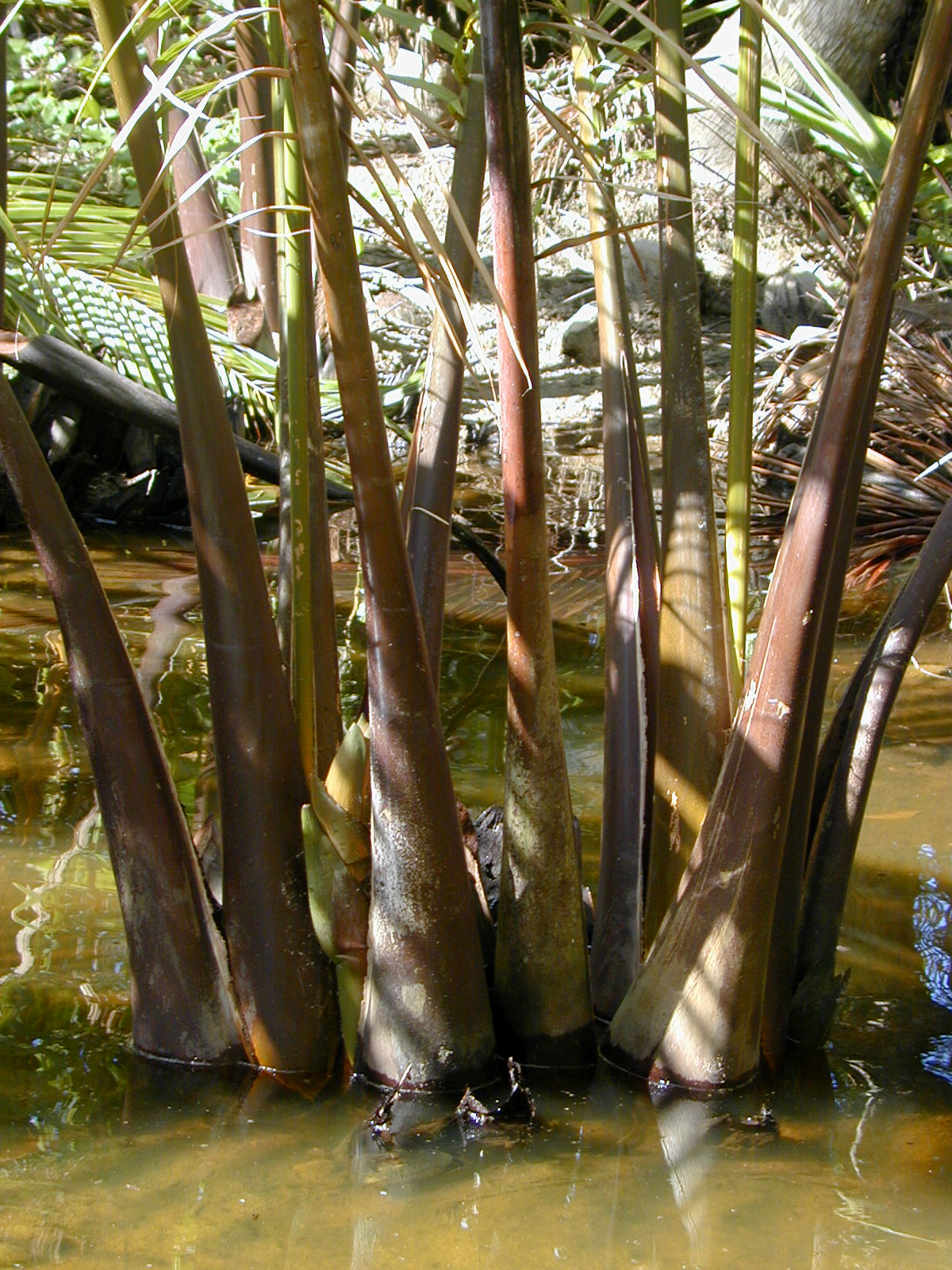
Le stipe du palmier nypa est sous l'eau. Seules les feuilles sont à la surface.

- Stipe et feuilles : Nypa fruticans a un stipe horizontal qui pousse sous le sol, et seules les feuilles et les fleurs émergent à la surface. Par conséquent, il ne peut être considéré comme un arbre, bien que les feuilles puissent atteindre 9 mètres de hauteur.
- Inflorescence : les fleurs sont portées par une inflorescence globuleuse, qui a des fleurs femelles jaune citron à l'extrémité ou des fleurs mâles couleur crème sur les branches basses.
- Fruits : la fleur donne une graine ligneuse de couleur châtaigne[4], qui est arrangée en grappe compressée ayant une forme de boule, située à l'extrémité d'une tige solitaire de 25 cm. Les graines parvenues à maturité se séparent de la boule et flottent à la surface de l'eau ; elles sont ainsi disséminées par les courants et les marais.

## Habitat
Le palmier Nypa fruticans pousse dans la vase ou la boue, où le courant de la marée lui apporte les nutriments nécessaires à sa croissance. Le palmier peut se disséminer aussi loin que le courant parvient à déposer les graines. Il est courant sur les côtes et les rivières de l'océan Indien et de l'océan Pacifique du Bangladesh aux îles du Pacifique.
Le palmier Nypas fruticans se trouve le long des cours d'eau boueux de l'intérieur de la mangrove près de la terre ferme et se mêle aux palétuviers du genre Bruguiera et par endroit à des Pandanus .

## Répartition

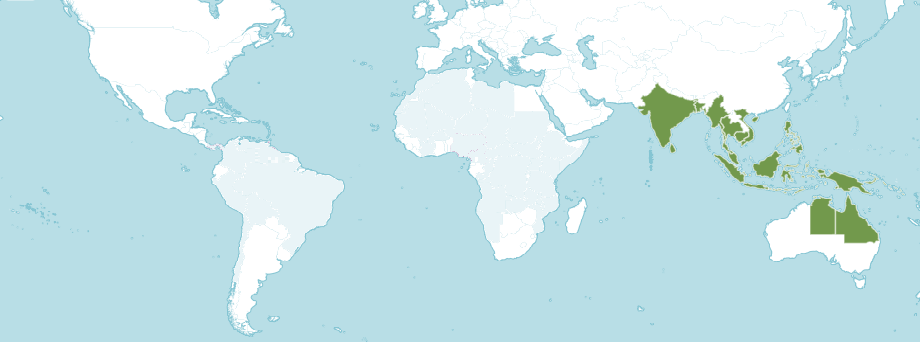
Répartition de Nypa fruticans.

L’espèce est assez répandue tout au long des cours d'eau et des mangroves d'Asie, principalement : îles Andaman, Bangladesh, Archipel Bismarck, Bornéo, Cambodge, îles Carolines, Hainan, Inde, Java, Îles de la Sonde, Malaisie, Myanmar, Archipel Nansei, Nouvelle-Guinée, îles Nicobar, Territoire du Nord (Australie), Queensland (Australie), Philippines, Îles Salomon, Sri Lanka, Sulawesi, Sumatra, Thaïlande, Viêt Nam...

## Usages
Les feuilles longues du palmier Nypa fruticans sont utilisées par les populations comme chaume pour recouvrir les maisons, ou comme matériel pour la construction des habitations. Les feuilles sont également utilisées pour la production de biens artisanaux comme les paniers.
L'inflorescence sert, avant sa floraison, à récolter une douce sève comestible grâce à laquelle on produit une boisson alcoolisée. Les jeunes plants sont également comestibles et les pétales des fleurs peuvent être infusées pour donner une tisane aromatique. Attap chee est le nom malaisien pour les fruits immatures qui sont des boules douces, translucides et gélatineuses utilisées comme ingrédient dans les desserts. Sur certaines îles, on donne le palmier Nypa à manger aux cochons durant la saison sèche. Cela confère, paraît-il, une saveur particulière à la viande.
Enfin, les jeunes feuilles sont utilisées comme substitut du tabac.

Palmier d'eau Nypa
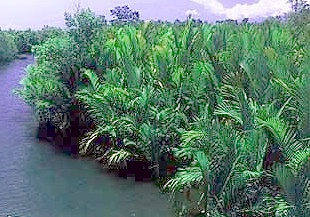
Mangrove à Nypa aux Philippines, île de Mindanao
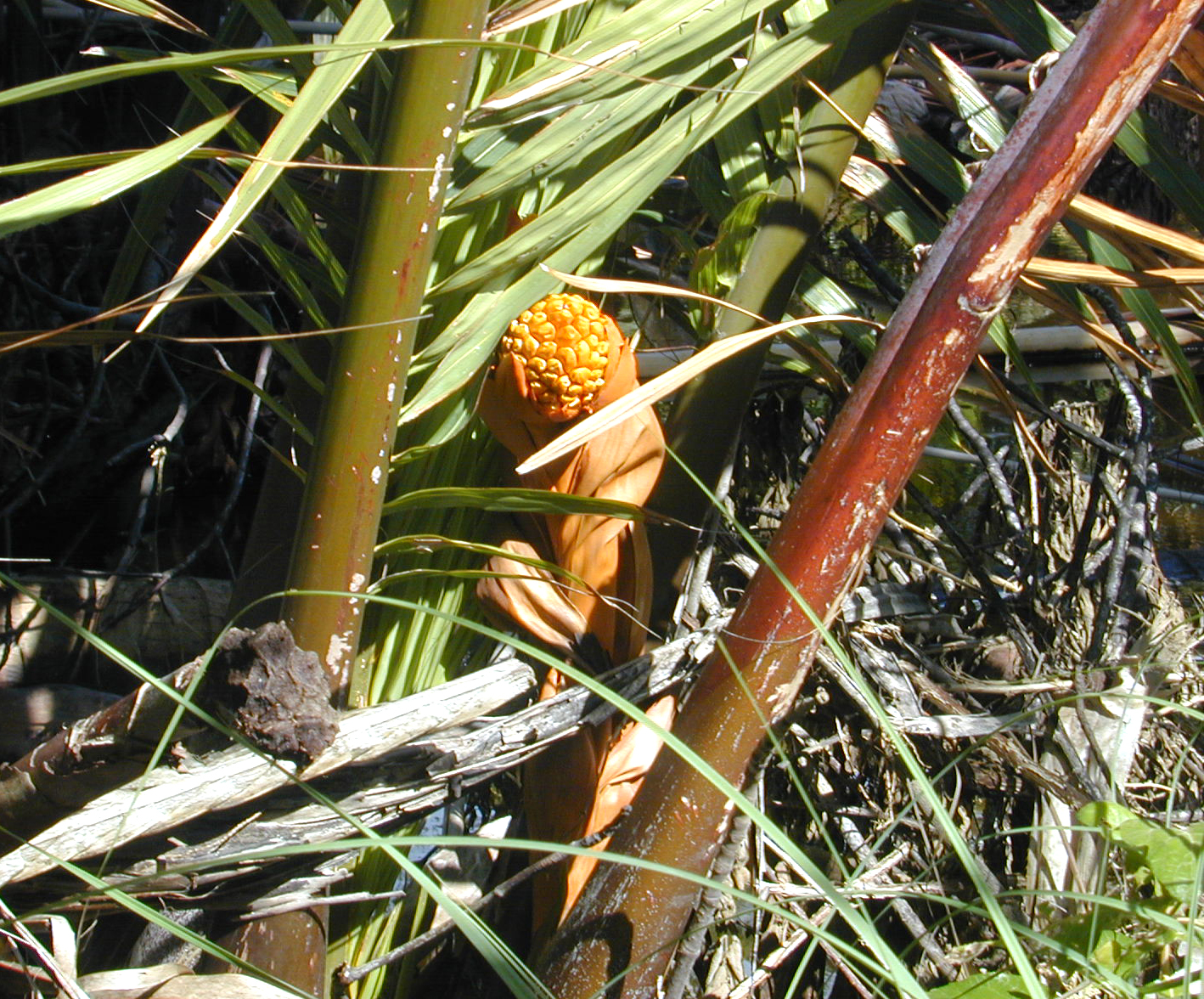
Fleur globuleuse en Micronésie, îles de Yap
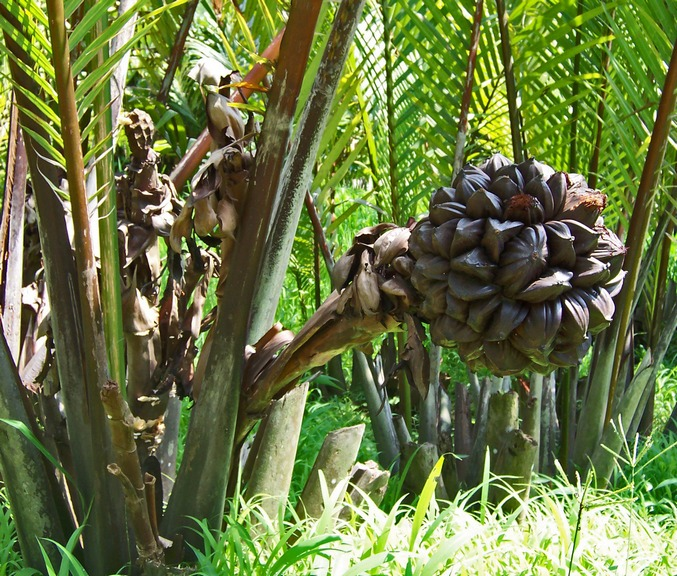
Fruit en Indonésie, Java, Jardin botanique de Bogor

## Taxinomie
Nypa fruticans a pour synonymes :
- synonyme homotypique :
  - Nipa fruticans (Wurmb) Thunb., Kongl. Vetensk. Acad. Nya Handl. 3: 231 (1782).
- synonymes hétérotypiques :
- Cocos nypa Lour., Fl. Cochinch. : 567 (1790).
- Nipa litoralis Blanco, Fl. Filip. : 662 (1837).
- Nipa arborescens Wurmb ex H.Wendl. in O.C.E.de Kerchove de Denterghem, Palmiers : 252 (1878).
- Nypa fruticans var. neameana F.M.Bailey, Proc. Roy. Soc. Queensland 5 : 147 (1888).